# Les Imposteurs (film, 1988)
Pour les articles homonymes, voir Les Imposteurs.
Pour plus de détails, voir Fiche technique et Distribution.
Les Imposteurs (The Deceivers) est un film britannico-indien réalisé par Nicholas Meyer, sorti en 1988. Il s'agit de l'adaptation cinématographique du roman Qu'un sourire si proche (The Deceivers (en)) de John Masters, publié en 1952.

## Synopsis
En 1825, l'Inde est ravagée par les Thugs, une confrérie d'assassins adorateurs de Kali. Ils sèment le chaos et la peur dans tout le pays : meurtres, vols ou encore sacrifices humains. Le capitaine William Savage, administrateur en Inde pour la Compagnie britannique des Indes orientales, va tenter de mettre fin à leurs agissements. Il décide se déguiser en Indien pour infiltrer les Thugs.

## Fiche technique
Sauf indication contraire, les informations mentionnées dans cette section peuvent être confirmées par la base de données cinématographiques IMDb,  présente dans la section « Liens externes ».
- Titre original : The Deceivers
- Titre français : Les Imposteurs
- Réalisation : Nicholas Meyer
- Scénario : Michael Hirst, d'après le roman Qu'un sourire si proche de John Masters
- Direction artistique : Ram Yedekar et Franco Fumagalli
- Décors : Ken Adam
- Costumes : Jenny Beavan et John Bright
- Photographie : Walter Lassally
- Montage : Richard Trevor
- Musique : John Scott
- Production : Ismail Merchant

Coproducteur : Tim Van Rellim
Producteur délégué : Michael White
Producteur associé : Leon Falk
- Sociétés de production : Merchant Ivory Productions, Michael White Productions, Cinecom Pictures, Film Four International et Master Productions
- Sociétés de distribution : Cinecom Pictures (États-Unis), Enterprise (Royaume-Uni)
- Budget : n/a
- Pays de production :  Royaume-Uni,  Inde
- Langue originale : anglais
- Format : couleur (Technicolor) - 1.75:1 - 35 mm
- Genre : d'aventures, drame, thriller
- Durée : 102 minutes
- Dates de sortie[1] :
  - Royaume-Uni : 23 septembre 1988
  - France : inédit en salles

## Distribution
- Pierce Brosnan : William Savage
- Saeed Jaffrey : Hussein
- Shashi Kapoor : Chandra Singh
- Shanmukha Srinivas : Hira Lal
- Helena Michell : Sarah Wilson
- Keith Michell : le colonel Wilson
- David Robb : George Anglesmith
- Tariq Yunus : Feringea
- Jalal Agha : le Nawab
- Manmohan Krishna : le vieux Rajput
- Ramesh Ranga : le fils du Rajput
- Gary Cady : Maunsell
- Salim Ghouse : Piroo
- Rajesh Vivek

## Production

### Genèse et développement
Le scénario est inspiré du roman Qu'un sourire si proche (The Deceivers (en)) de John Masters, publié en 1952. le personnage principal s'inspire de William Henry Sleeman, militaire et un administrateur britannique aux Indes et connu pour sa campagne d'éradication des Thugs (une confrérie d'assassins). Plusieurs adaptations avaient été tentées auparavant. Un projet en 1957 devait être produit par John Bryan et scénarisé par John Masters lui-même. En 1974, Stanley Donen avait annoncé avoir acquis les droits mais le projet ne s'est encore pas concrétisé. Le producteur Ismail Merchant, collaborateur de James Ivory, voulait depuis des années adapter le roman au cinéma. Il propose initialement la réalisation à Marek Kanievska et Stephen Frears, avant de choisir Nicholas Meyer. Le scénario est écrit par Michael Hirst, qui écrit là son premier long métrage.

### Attribution des rôles
Treat Williams et Christopher Reeve sont un temps envisagés pour incarner William Savage. Le réalisateur Nicholas Meyer a cependant insisté pour le rôle soit tenu par un Britannique. Dans son autobiographie The View from the Bridge, il écrit ainsi : « C'est l'histoire d'un Anglais qui se déguise en Indien. J'en ai déduis que si on choisit cet acteur, vous avez un Américain se déguisant en Anglais se déguisant en Indien. Nous serons perdus avec les cascades et pour pleins de détails ». Le rôle revient donc à l'Irlandais Pierce Brosnan, que Nicholas Meyer décrit comme un « Errol Flynn — avec du talent ». Pierce Brosnan venait juster de manquer l'opportunité d'incarner James Bond dans Tuer n'est pas jouer, en raison de son engagement sur la série télévisée Les Enquêtes de Remington Steele. His casting was announced in April 1987.
Le colonel Wilson et sa fille Sarah sont respectivement incarnés par Keith Michell et Helena Michell, qui ont le même lien de parenté.

### Tournage
Le tournage a lieu en septembre 1987, entièrement en Inde, notamment à Jaipur.
Le tournage est marqué par de nombreuses altercations avec la population locale. Le réalisateur Nicholas Meyer racontre plusieurs heurts avec la mafia locale de Jaipur. Des équiments de l'équipe de tournage sont volés. Par ailleurs des responsables locaux et religieux critiquent la production pour ne pas avoir respecter la culture locale,. La production s'en défend arguant le film n'est qu'un « pur et simple thriller ».

## Livre
Après des controverses liées à la production du film, le producteur Ismail Merchant publiera le livre Hullabaloo in Old Jeypore: The Making of The Deceivers en 1988